# Filipe Luís
Filipe Luís Kasmirski, ou plus simplement Filipe Luís, né le 9 août 1985 à Jaraguá do Sul (Santa Catarina, Brésil), est un ancien footballeur international brésilien qui évoluait comme arrière gauche reconverti entraîneur.
Il remporte la Ligue Europa en 2012 et 2018, la Supercoupe d'Espagne, la Première League 2015 avec Chelsea et dispute 2 finales de Ligue des Champions en 2014 et 2016.
Avec l'équipe du Brésil, il remporte la Copa América 2019.

## Biographie
Les deux grands-mères de Filipe Luís sont italiennes alors que son grand-père maternel est autrichien et que son grand-père paternel est polonais.

### Débuts professionnels
Arrivant de Flumense, Filipe a eu son premier aperçu du football européen en 2004 quand il a rejoint l'Ajax Amsterdam en prêt pour l'ensemble de la saison. Le 18 août 2005, il signe pour le club de Rentistas en Uruguay mais est rapidement prêté au Real Madrid. Il y passe le reste de la saison, ne jouant cependant qu'avec l'équipe B, le Real Madrid Castilla.

### Deportivo La Corogne

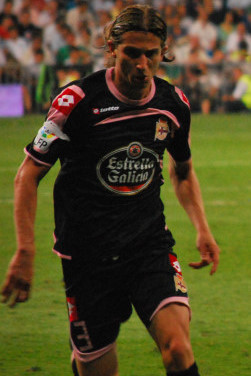
Filipe Luís avec le Deportivo lors d'un match de Liga contre le Real Madrid (défaite 3-2), le 29 août 2009

En 2006, Filipe est de nouveau prêté par Rentistas, cette fois-ci au Deportivo La Corogne, toujours en Espagne avec une option d'achat de 2,2 millions d'euros. Il n'a pas beaucoup d'opportunités de jouer lors de l'effectif.
Le 10 juin 2008, le Deportivo lève l'option d'achat et Filipe signe pour une durée de cinq ans en faveur du club galicien. Pendant sa première saison en tant que joueur du Deportivo, il est le seul joueur de l'effectif à avoir joué tous les 38 matches du championnat, marquant 2 fois.
Le 23 janvier 2010, immédiatement après avoir ouvert le score en championnat contre l'Athletic Bilbao, Filipe se brise le péroné droit après que le gardien basque Gorka Iraizoz lui est retombé sur la jambe. Cette blessure met un terme à sa saison 2009-2010 alors qu'encore une fois il avait joué tous les matches de championnat du Deportivo jusque-là.

### Atlético de Madrid

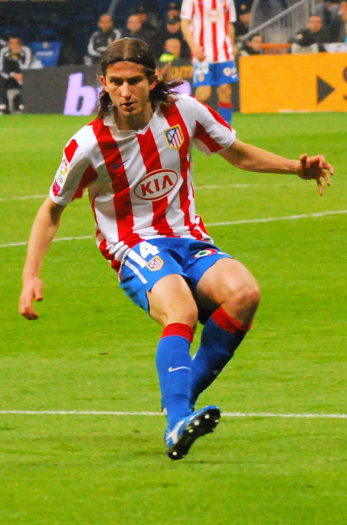
Filipe Luís en 2011 avec l'Atlético de Madrid.

En juillet 2010, il signe un contrat de cinq ans avec l'Atlético de Madrid. Il réalise une première saison correcte.
Durant la saison 2011, 2012, et 2013, il remporte la Ligue Europa 2011-2012, la Supercoupe de l'UEFA face à Chelsea FC et la Supercoupe d'Espagne 2013.
Durant la saison 2013-14, l'Atlético de Madrid réalise une excellente saison au cours de laquelle Filipe Luís s'est bien illustré, ce qui lui vaut notamment une nomination dans l'équipe-type de Liga. L'Atlético gagnera cette saison la Liga et se hissera jusqu'en finale de Ligue des Champions (défaite 4-1 a.p. face au Real Madrid). Il finira aussi vainqueur de la Liga 2013-2014 devant le Real Madrid et le FC Barcelone.

### Chelsea FC
Le 17 juillet 2014, il signe dans le club anglais de Chelsea pour trois années. La somme déboursée par le club londonien avoisine les 25 millions d'euros (soit environ 20 millions de Livres Sterling). Il réalise une saison assez mitigé, où il est une doublure du joueur espagnol César Azpilicueta. Il dispute un peu plus de 25 matches, il remporte tout de même la Premier League 2014-2015.

### Retour à l'Atlético de Madrid

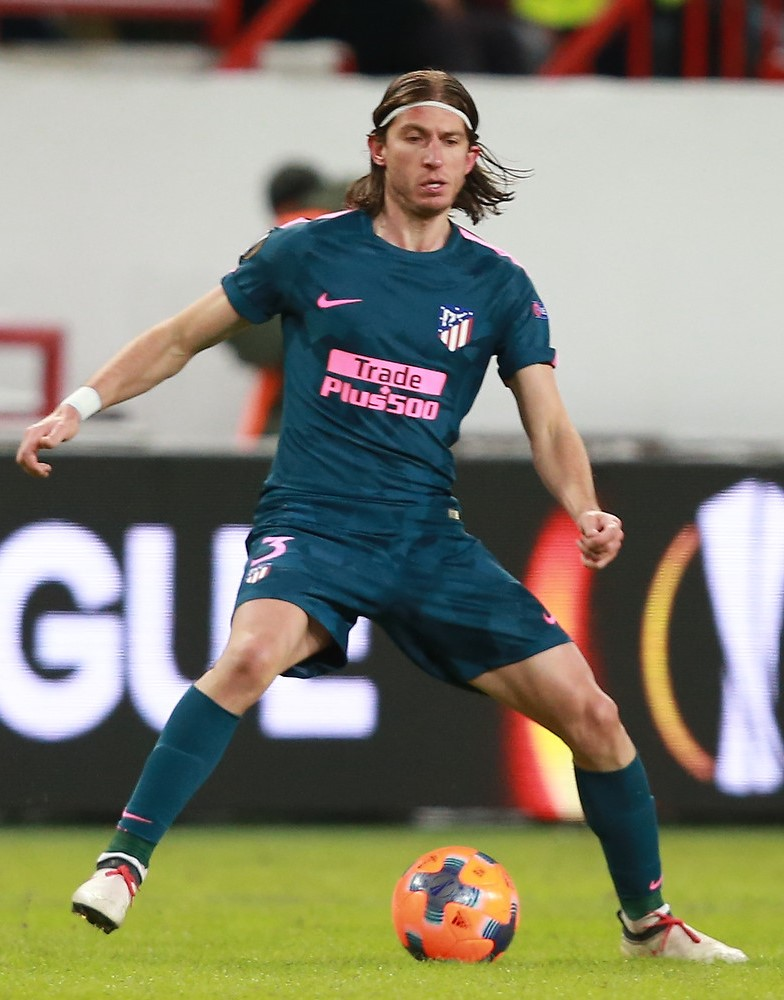
Filipe Luís de retour avec l'Atlético de Madrid.

Après une année à Chelsea, où il a été la doublure de César Azpilicueta, il retourne à l'Atlético de Madrid pour environ 16 millions d'euros. Il reprend son poste en étant titulaire.
Durant la saison 2015-2016, il accède à la finale de la Ligue des Champions face une nouvelle fois au Real Madrid de Zinédine Zidane, perdu lors de la séance de tirs au but après un 1-1. La saison suivante, il réalise une saison correcte sans trophée après plus de 50 matchs joués.
Pendant la saison 2017-2018, avec un peu plus de 30 matches, il remporte une nouvelle fois la Ligue Europa en affrontant l'Olympique de Marseille en finale sur une victoire 3 buts à 0 pour les Colchoneros.
Pour sa dernière saison au club, il dispute une quarantaine de matchs et ne remporte aucun trophée.

### CR Flamengo
Après 4 années à l'Atlético de Madrid, il part dans son pays natal avec le CR Flamengo. Lors de sa première saison, il remporte la Copa Libertadores, le championnat brésilien et  Campeonato Carioca. Il est l'un des joueurs phares de son équipe. Il remporte de nouvelles fois les trophées qui l'a déjà remporté avec le club brésilien.
Il annonce la fin de sa carrière en décembre 2023. Pour se retirer définitivement le 1er janvier 2024 à l'issue de son contrat.
Le 18 janvier 2024, il est nommé entraîneur des U-29 de Flamengo.

### Carrière internationale

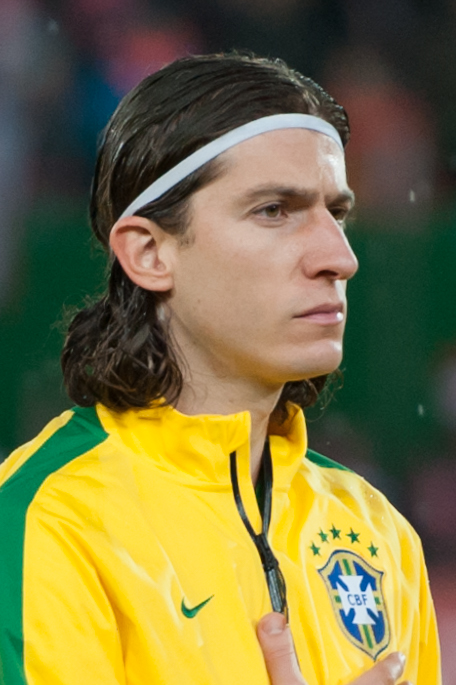
Filipe Luís sous les couleurs du Brésil en 2014.

Le 7 août 2009, il est appelé par le sélectionneur du Brésil, Dunga, pour pallier la blessure de Marcelo lors d'un match amical contre l'Estonie (victoire 0-1 du Brésil, grâce à un but de Luís Fabiano). Il n'entre pas en jeu lors de ce match et n'effectue ses débuts internationaux avec le Brésil que le 15 août 2009 lors d'un match qualificatif pour la Coupe du monde 2010, contre le Venezuela (score final 0-0).
Il reprend la sélection en 2013 le temps de 3 matches. En 2014-2015, il participe à 14 matches avec la sélection notamment en qualification pour la Coupe du Monde 2018, en remplacement de Marcelo.
Lors de la Coupe du Monde 2018, il joue son premier match face à la Serbie alors qu'il était remplaçant et son deuxième match face au Mexique en huitième de finale. 
En 2019, il participe à la Copa américa que remporte le Brésil 3-1 face au Pérou.
Depuis 2019, il n'a effectué que deux apparitions.

## Statistiques
| Saison                | Club                        | Championnat           | Championnat | Championnat | Championnat | Coupe(s) nationale(s) | Coupe(s) nationale(s) | Coupe(s) nationale(s) | Supercoupe | Supercoupe | Supercoupe | Compétition(s) continentale(s) | Compétition(s) continentale(s) | Compétition(s) continentale(s) | Compétition(s) continentale(s) | Supercoupe UEFA | Supercoupe UEFA | Supercoupe UEFA | Brésil | Brésil | Brésil | Total | Total | Total |
| Saison                | Club                        | Division              | M.          | B.          | P.d.        | M.                    | B.                    | P.d.                  | M.         | B.         | P.d.       | Comp.                          | M.                             | B.                             | P.d.                           | M.              | B.              | P.d.            | M.     | B.     | P.d.   | M.    | B.    | P.d.  |
| 2003                  | Figueirense FC              | Série A               | 7           | 1           | 0           | -                     | -                     | -                     | -          | -          | -          | -                              | -                              | -                              | -                              | -               | -               | -               | -      | -      | -      | 7     | 1     | 0     |
| 2004                  | Figueirense FC              | Série A               | 17          | 0           | 0           | -                     | -                     | -                     | -          | -          | -          | -                              | -                              | -                              | -                              | -               | -               | -               | -      | -      | -      | 17    | 0     | 0     |
| Sous-total            | Sous-total                  | Sous-total            | 24          | 1           | 0           | -                     | -                     | -                     | -          | -          | -          | -                              | -                              | -                              | -                              | -               | -               | -               | -      | -      | -      | 24    | 1     | 0     |
| 2004-2005             | Ajax Amsterdam (prêt)       | Eredivisie            | -           | -           | -           | -                     | -                     | -                     | -          | -          | -          | -                              | -                              | -                              | -                              | -               | -               | -               | -      | -      | -      | 0     | 0     | 0     |
| 2005-2006             | CA Rentistas                | Primera División      | -           | -           | -           | -                     | -                     | -                     | -          | -          | -          | -                              | -                              | -                              | -                              | -               | -               | -               | -      | -      | -      | 0     | 0     | 0     |
| 2005-2006             | Real Madrid Castilla (prêt) | Segunda División      | 37          | 0           | 1           | -                     | -                     | -                     | -          | -          | -          | -                              | -                              | -                              | -                              | -               | -               | -               | -      | -      | -      | 37    | 0     | 1     |
| 2006-2007             | Deportivo La Corogne (prêt) | Liga                  | 19          | 0           | 3           | 7                     | 1                     | 0                     | -          | -          | -          | -                              | -                              | -                              | -                              | -               | -               | -               | -      | -      | -      | 26    | 1     | 3     |
| 2007-2008             | Deportivo La Corogne (prêt) | Liga                  | 33          | 1           | 1           | 2                     | 0                     | 0                     | -          | -          | -          | -                              | -                              | -                              | -                              | -               | -               | -               | -      | -      | -      | 35    | 1     | 1     |
| 2008-2009             | Deportivo La Corogne        | Liga                  | 38          | 2           | 3           | 2                     | 0                     | 0                     | -          | -          | -          | C4+C3                          | 2+10                           | 0                              | 0                              | -               | -               | -               | -      | -      | -      | 52    | 2     | 3     |
| 2009-2010             | Deportivo La Corogne        | Liga                  | 21          | 3           | 1           | 3                     | 1                     | 1                     | -          | -          | -          | -                              | -                              | -                              | -                              | -               | -               | -               | 1      | 0      | 0      | 25    | 4     | 2     |
| Sous-total            | Sous-total                  | Sous-total            | 111         | 6           | 8           | 14                    | 2                     | 1                     | -          | -          | -          | -                              | 12                             | 0                              | 0                              | -               | -               | -               | 1      | 0      | 0      | 138   | 8     | 9     |
| 2010-2011             | Atlético de Madrid          | Liga                  | 27          | 1           | 2           | 6                     | 0                     | 0                     | -          | -          | -          | C3                             | 3                              | 0                              | 0                              | -               | -               | -               | -      | -      | -      | 36    | 1     | 2     |
| 2011-2012             | Atlético de Madrid          | Liga                  | 36          | 0           | 3           | 1                     | 0                     | 0                     | -          | -          | -          | C3                             | 16                             | 0                              | 0                              | -               | -               | -               | -      | -      | -      | 53    | 0     | 3     |
| 2012-2013             | Atlético de Madrid          | Liga                  | 32          | 1           | 2           | 6                     | 2                     | 0                     | -          | -          | -          | C3                             | 3                              | 0                              | 0                              | 1               | 0               | 0               | 3      | 0      | 0      | 45    | 3     | 2     |
| 2013-2014             | Atlético de Madrid          | Liga                  | 32          | 0           | 3           | 5                     | 0                     | 0                     | 2          | 0          | 0          | C1                             | 10                             | 1                              | 1                              | -               | -               | -               | -      | -      | -      | 49    | 1     | 4     |
| Sous-total            | Sous-total                  | Sous-total            | 127         | 2           | 10          | 18                    | 2                     | 0                     | 2          | 0          | 0          | -                              | 32                             | 1                              | 1                              | 1               | 0               | 0               | 3      | 0      | 0      | 183   | 5     | 11    |
| 2014-2015             | Chelsea FC                  | P.League              | 15          | 0           | 0           | 6                     | 1                     | 0                     | -          | -          | -          | C1                             | 5                              | 0                              | 0                              | -               | -               | -               | 14     | 0      | 3      | 40    | 1     | 3     |
| 2015-2016             | Atlético de Madrid          | Liga                  | 32          | 1           | 3           | 3                     | 0                     | 0                     | -          | -          | -          | C1                             | 10                             | 0                              | 0                              | -               | -               | -               | 8      | 1      | 1      | 53    | 2     | 4     |
| 2016-2017             | Atlético de Madrid          | Liga                  | 34          | 3           | 6           | 4                     | 0                     | 0                     | -          | -          | -          | C1                             | 10                             | 0                              | 1                              | -               | -               | -               | 4      | 1      | 1      | 52    | 4     | 8     |
| 2017-2018             | Atlético de Madrid          | Liga                  | 20          | 1           | 2           | -                     | -                     | -                     | -          | -          | -          | C1+C3                          | 6+2                            | 0                              | 0+1                            | -               | -               | -               | 5      | 0      | 0      | 33    | 1     | 3     |
| 2018-2019             | Atlético de Madrid          | Liga                  | 27          | 2           | 2           | -                     | -                     | -                     | -          | -          | -          | C1                             | 5                              | 0                              | 1                              | -               | -               | -               | 9      | 0      | 1      | 41    | 2     | 4     |
| Sous-total            | Sous-total                  | Sous-total            | 113         | 7           | 13          | 7                     | 0                     | 0                     | -          | -          | -          | -                              | 33                             | 0                              | 3                              | -               | -               | -               | 26     | 2      | 3      | 179   | 9     | 19    |
| Total sur la carrière | Total sur la carrière       | Total sur la carrière | 427         | 16          | 32          | 45                    | 5                     | 1                     | 2          | 0          | 0          | -                              | 82                             | 1                              | 4                              | 1               | 0               | 0               | 44     | 2      | 6      | 601   | 24    | 43    |

### Buts internationaux
| 0   | Date             | Lieu                               | Compétition                       | Résultat | Adversaire | Détail | Détail         | Détail | Sél. |
| --- | ---------------- | ---------------------------------- | --------------------------------- | -------- | ---------- | ------ | -------------- | ------ | ---- |
| 1er | 17 novembre 2015 | Arena Fonte Nova, Salvador, Brésil | Éliminatoires Coupe du monde 2018 | V 3-0    | Pérou      | 77e    | du pied gauche | 3-0    | 21e  |
| 2e  | 6 octobre 2016   | Arena das Dunas, Natal, Brésil     | Éliminatoires Coupe du monde 2018 | V 5-0    | Bolivie    | 38e    | du pied gauche | 3-0    | 27e  |

## Palmarès
- Figueirense FC
  - Vainqueur du championnat de Santa Catarina en 2003 et 2004

- Chelsea FC
  - Championnat d'Angleterre en 2015

- Club Atlético de Madrid
  - Vainqueur de la Ligue Europa en 2012 et 2018
  - Champion d'Espagne en 2014
  - Vainqueur de la Coupe d'Espagne en 2013
  - Vainqueur de la Supercoupe de l'UEFA en 2012 et 2018

- Flamengo FC
- Vainqueur de la Copa Libertadores en 2019, 2022
- Recopa Sudamericana 2020
- Vainqueur du championnat du Brésil en 2019, 2020
- Vainqueur de la Supercoupe du Brésil en 2020 et 2021
- Vainqueur du Campeonato Carioca en 2019 et 2020
- Vainqueur de la Coupe du Brésil en 2022

 Brésil
- Vainqueur de la Copa America en 2019

## Palmarès d'entraîneur
- Flamengo FC
- Vainqueur de la Coupe du Brésil en 2024
- Vainqueur de la Supercoupe du Brésil en 2025
- Vainqueur du Campeonato Carioca en 2025

### Distinctions individuelles
- Membre de l'équipe type du championnat d'Espagne en 2010, 2014, 2016 et 2017.